# Escuelas Mayores
El edificio de las Escuelas Mayores es el principal de la Universidad de Salamanca, se empieza a construir por orden del Papa Luna en las primeras Constituciones del año 1411 y no se terminaría hasta 1533.
Está construido alrededor de un claustro central con galerías al que se abren el Paraninfo antiguo, la Biblioteca y una interesante Capilla, dedicada a San Jerónimo. La fachada plateresca, muy posterior, que se abre al Patio de Escuelas, es quizá la enseña más conocida de la Universidad.

## Lafachada rica
La traza inicial del edificio, todavía de una sola planta, parece se debió, en el primer tercio del siglo XV, al maestro Alonso Rodríguez Carpintero. Sus dependencias estaban dispuestas alrededor de un sencillo patio de 30 metros de lado, con arcadas alrededor. A este edificio se le fueron añadiendo posteriormente, entre 1442 y 1452, una segunda planta y dependencias especializadas, y más tarde la fachada de Poniente. La construcción de esta fue realizada entre circa 1512 y 1533 y su autor —o al menos el principal—, según un estudio publicado por la profesora Alicia M. Canto en 2014, fue Juan de Talavera y, según ella, habría sido financiada por la reina Juana I de Castilla, que sería la que aparece representada en el segundo cuerpo, enfrentada a su hijo Carlos I de España.
La portada de su fachada está dividida en tres cuerpos, que a su vez se subdividen en cinco calles en los dos primeros cuerpos y en tres apartados diferenciados en el tercero. En la calle central del primer cuerpo aparece un medallón que incluye la imagen de los Reyes Católicos, Fernando e Isabel, acompañados de un texto escrito en griego que reza: "Los Reyes a la Universidad y la Universidad a los Reyes". Una dedicatoria mutua que tiene que ver con las reformas emprendidas por los reyes para modernizar los estudios a finales del siglo XV en la Universidad Salmantina. Los Católicos, de los que Isabel ya había muerto cuando se construye la fachada, aparecen como reconocimiento a su gran labor política y cultural en la España del siglo XV.
En el segundo cuerpo en la parte central aparecen tres escudos, el más grande tiene representaciones de todos los reinos que agrupa España en el momento de la construcción, a su derecha aparece un escudo con el águila de San Juan, símbolo de la Reina Isabel la Católica y de la Corona de Castilla y León. Por su parte el escudo de la izquierda representa un águila con dos cabezas, el águila bicéfala, símbolo del imperio y de la dinastía Habsburgo del rey Carlos I de España, más conocido en Europa como el emperador Carlos V.

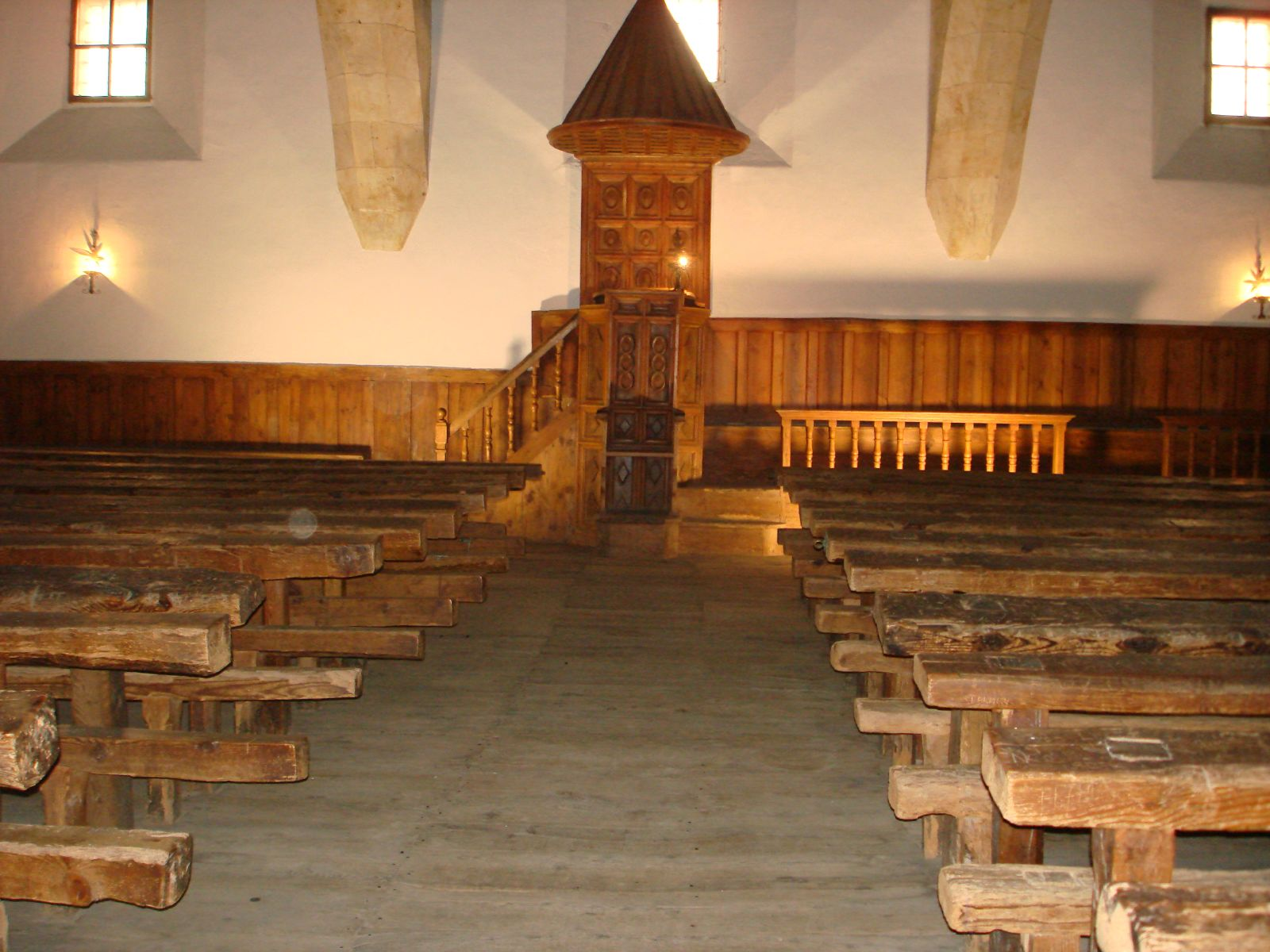
Aula de Fray Luis de León en las Escuelas Mayores de la universidad

En la calle de la izquierda del segundo cuerpo aparece una medalla con una representación del rey Carlos I (que reina en el momento de la construcción de la fachada). Aparece ataviado como un emperador romano, ya que los emperadores (sobre todo los buenos) deben ser un modelo para el nuevo emperador. Al otro lado, a la derecha, aparece una representación femenina; tradicionalmente se ha identificado con su esposa Isabel de Portugal, pero según un estudio de 2014 sería la representación de la reina Juana, su madre.
Encima de estas medallas y de los escudos con águilas aparecen diferentes conchas que incluyen retratos de emperadores romanos, modelos para el emperador Carlos.
En el tercer cuerpo en la parte central aparece un papa, que algunos piensan puede ser el antipapa Benedicto XIII de Avignon (1328-1423), como dando una clase o hablando desde su cátedra a seis varones que le escuchan. Los papas son figuras importantes en la fundación de los estudios universitarios porque sin sus bulas y ratificaciones esta Universidad no hubiera llegado a existir. Esta escena es la que aparece en el escudo actual de la Universidad de Salamanca. A sus dos costados se representan dos dioses paganos: a la izquierda del Papa, la figura de Hércules puede ser una alusión a sus trabajos como ejemplo del esfuerzo intelectual; a su derecha, Venus, que algunos consideran que representa el vicio, aunque bien pudiera también ser una alegoría del amor y pasión por el conocimiento, junta a la dulzura del que este último hace disfrutar.
Entre la abigarrada decoración de la fachada, encima de un cráneo se encuentra una pequeña escultura de un sapo o rana. Este símbolo (convertido actualmente en atracción turística), servía, según sostienen algunos, como aviso a los estudiantes sobre el comportamiento que debían tener. El sapo o la rana, aunque frecuentemente simbolizan la metamorfosis hacia la plenitud, se utilizaban, entre otras cosas, como representación del pecado de lujuria, asociado en este caso a la muerte al encontrase encima de un cráneo. En una ciudad con unos 6000 estudiantes en el siglo XVI, todos ellos varones, el pecado de lujuria se supone que estaba bastante extendido, por eso se trata de avisar a los estudiantes de que deben tener buen comportamiento en este aspecto. Según una tradición inmemorial, se dice que el difícil hallazgo visual de la rana en la fachada plateresca augura éxito en los estudios, aunque, de todos modos, como afirma el dicho, Quod natura non dat, Salmantica non praestat.
Hay distintas interpretaciones de la decoración plateresca de la fachada de la Universidad, hay quien ha aportado visiones que abogan por la diferencia entre el bien y el mal, cuestiones de tipo histórico y alegorías mitológicas[cita requerida]. Paulette Gabaudan propone una interpretación completa de la fachada como propaganda política del emperador Carlos que busca vincularse a personajes históricos y mitológicos de la antigüedad grecorromana.
En el año 2018, por el 800 aniversario de la fundación de la universidad, la Fábrica Nacional de Moneda y Timbre le dedicó una moneda conmemorativa a esta fachada.

## Biblioteca
El edificio contiene también la biblioteca universitaria (precisamente tras la fachada), la capilla universitaria, el paraninfo.
La biblioteca ocupa un salón de 41 metros de largo por 11,5 de ancho que tenía una cubierta ojival que se arruinó en 1664 y fue restaurada, pero en 1749 Manuel de Lara Churriguera rehízo la bóveda de nuevo y construyó las estanterías que hoy todavía tiene.

## Capilla de San Jerónimo

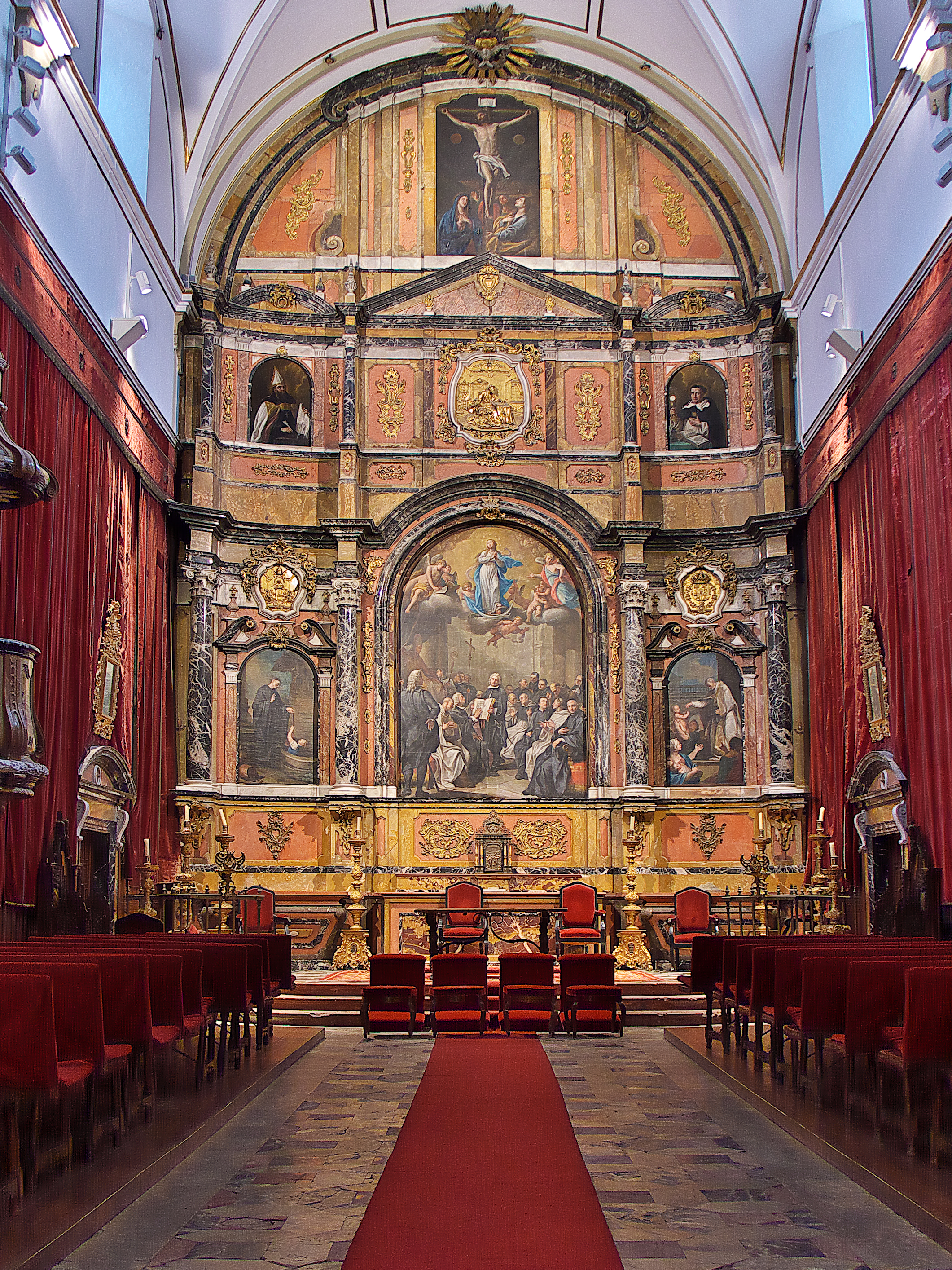
Retablo de la capilla

La capilla actual, bajo la advocación de San Jerónimo, es proyecto de Simón Gabilán Tomé, y la construcción entre los años 1761 y 1767. Esta capilla se hizo donde estaba la antigua, obra del arquitecto Juan de Álava, que a su vez ocupaba el lugar de la antigua biblioteca, la cual tenía una bóveda pintada con el llamado Cielo de Salamanca, obra de Fernando Gallego, que le servía de cubierta y que se hundió en dos terceras partes en 1664. En las obras de la nueva capilla, se tapó la tercera parte restante, que fue redescubierta hacia 1952, cuando se hizo una gran restauración de los edificios universitarios para las celebraciones del VII Centenario de la Universidad (1953-54), y trasladada al edificio de las Escuelas Menores. La capilla tiene un retablo obra del dicho Gabilán Tomé y sobre la entrada hay un órgano barroco de 1709 obra del organero Pedro de Liborna Echevarría.

## Escalera
La escalera se hizo necesaria para conducir a la sala nueva de la biblioteca y fue edificada en una fecha que no podemos concretar pero posterior a 1512. Construida en tres tramos destaca por la decoración de sus antepechos que hacen que el conjunto sea una de las escaleras renacentistas españolas más notables. Su decoración se presenta en tres tramos enmarcados por cuatro pilastras. El significado de lo representado en esta decoración se ha ido desvelando gracias a distintas investigaciones y queda explicado en esta web.

## Claustro
En el claustro crece una secuoya centenaria (plantada en 1870), regalo de una universidad americana. Originalmente el claustro no tenía en dos de sus lados más que la planta baja y la segunda fue edificada en la reforma del siglo XIX.
En los antepechos de los ventanales del claustro están tallados los siete emblemas.

## La casa rectoral
En la misma manzana, a la derecha de la fachada, se edificó la llamada casa Rectoral, cuya construcción se acuerda por el claustro en sesión del 3 de junio de 1758, con proyecto del arquitecto Andrés García de Quiñones, en cuya planta baja se hace una sala de claustros.
Actualmente (desde 1955) alberga la Casa-museo de Unamuno.

## Ampliación de las Escuelas Mayores por José Secall

Proyecto de ampliación Escuelas Mayores. Fachada reformada. Fachada actual del naciente. José Secall. 1875

Esta Ampliación de las Escuelas Mayores fue una de las reformas más importantes que sufrieron las Escuelas Mayores en el siglo XIX y que configuró la imagen que hoy en día hay de la Universidad de Salamanca. Los planos de José Secall muestran las necesidades de nuevos espacios que los diferentes estudios establecieron en la Universidad de Salamanca.

### El germen de las Escuelas Mayores
Fundada en 1218 por el rey Alfonso IX, en 1411, las clases se impartían en el claustro de la catedral, en alguna iglesia y en casas arrendadas para la ocasión, hasta que las Constituciones otorgadas por Benedicto XIII supusieron el comienzo material del Estudio en la ciudad de Salamanca, germen de lo que será el futuro inmueble de las Escuelas Mayores. Ubicado junto a la Catedral, el edificio se organiza en torno a un patio trapezoidal rodeado por crujías, ahora en dos pisos, por las que se accedía a los diferentes locales. Su perfil era, inicialmente, irregular y tenía dos puertas de acceso, una al naciente – conocida como Fachada de las Cadenas – y otra al poniente, la famosa Fachada Rica plateresca. Durante estos ocho siglos, sufrirá tres fases de intensa actividad constructiva que terminarán estructurando su imagen actual. Dentro de estas fases destacan los nombres de arquitectos como Simón Gabilán Tomé, Andrés García de Quiñones, Juan de Sagarbinaga o Manuel de Larra Churriguera, entre otros.

### El proyecto de José Secall

Proyecto de ampliación Escuelas Mayores. Planta Baja. José Secall, 1875

El rector Mamés Esperabé creyó oportuno levantar una segunda planta en la crujía norte de las Escuelas Mayores por la necesidad de crear nuevas aulas y porque las precedentes no estaban en las mejores condiciones. En julio de 1874, el arquitecto José Secall firmó un primer proyecto con este fin, que completó con otra traza ya en mayo de 1875. Las obras debían realizarse sin suspender las clases y con cuidado de no estropear lo que había. En agosto de 1875, José Secall entregó los planos de la actual fachada oriental así como de la materialización de las crujías norte, este y sur con sus galerías del claustro. La realización de las nuevas galerías del piso superior tenía como fin que esa zona se convirtiese en la Planta Principal, buscando con ello la concinitas vitrubiana. Este proyecto se ajustaba a la sensibilidad artística del momento.

Proyecto de ampliación Escuelas Mayores. Planta Principal. José Secall, 1875

Las intenciones de Secall eran las de devolver a esta fachada la importancia que tuvo desde sus inicios: entrada principal del edificio de Escuelas Mayores. Tuvo que modificar, por exigencia de la Real Academia de Bellas Artes de San Fernando, hasta en dos ocasiones el proyecto de la Fachada de las Cadenas para su aprobación. De esta manera, en el piso bajo tuvo que prescindir de las ventanas, el almohadillado y la apertura de una segunda puerta que había concebido con la intención de que la fachada fuese simétrica. En el piso superior cambió los vanos y eliminó un frontón semicircular en el que su intención primera era la de colocar el reloj de la espadaña de la Capilla. Las obras de la Fachada de las Cadenas se concluyeron en noviembre de 1879 y uno de los factores de impulso pudo ser la visita en 1877 de Alfonso XII y su hermana, Isabel de Borbón, princesa de Asturias, que visitaron la Universidad. El coste final de la obra ascendió a 103.019,99 pesetas. Pero hasta 1881, la Dirección General no aprobó la recepción de dichas obras.

Proyecto de ampliación Escuelas Mayores. Sección según A-B. José Secall, 1875